# ノーリ (小惑星)
ノーリ (473 Nolli) は、小惑星帯に位置する小惑星の一つ。
マックス・ヴォルフがハイデルベルクで発見し、彼の家族の小さな子供の愛称に因んで名づけられた。